# 中國—毛里塔尼亞關係
中國—毛里塔尼亞关系（阿拉伯语：‎），是指歷史上的中國和毛里塔尼亞（包括中華人民共和國與毛里塔尼亚伊斯兰共和国）之間的雙邊關係。中華人民共和國在1965年與毛里塔尼亞建交，2013年成為後者最大的貿易合作夥伴。

## 歷史

### 古代
記載唐朝歷史的史書《新唐書》提及了「老勃萨」和「磨邻」兩個地名，唐朝遊記《经行记》也有提及；有西方歷史學家認為這兩個地名均是指今天的毛里塔尼亚一帶，但史家亦有其他看法:32–34。

### 現代
1960年11月下旬，毛里塔尼亚宣佈從法國獨立；當時已退到台灣的中華民國派員參加其獨立庆典，其後與毛里塔尼亚建交。翌年，蘇聯提議讓蒙古人民共和國加入聯合國，遭到中華民國的大力反對；蘇聯其後把毛里塔尼亞入聯和蒙古人民共和國入聯的提案合併，如中華民國否決蒙古人民共和國加入聯合國，就是變相否決毛里塔尼亞獲得聯合國席位，或會引起支持毛里塔尼亞的非洲諸國不滿。中華民國不希望外蒙古入联，但更懼怕否決毛里塔尼亞入聯會觸怒非洲國家，令他們支持中華人民共和國取代中華民國在聯合國的席位；加上美國的勸說，中華民國代表最後在表決時離席，令蒙古人民共和國成為聯合國成員:59。
後來，经过中华人民共和国与毛里塔尼亚两国的秘密谈判，毛里塔尼亚最终在1965年7月宣佈和中華人民共和國建立外交關係；而中華民國駐當地的新任大使陳澤溎剛好在同一天到達，結果還未遞交國書就被當局驅逐出境。
2024年9月3日，两国建立战略伙伴关系。

## 經貿關係
- 中國大陸出口到毛里塔尼亚的产品（2012年）[9]
- 毛里塔尼亚出口到中國大陸的产品（2012年）[10]

2012年，中國大陸出口了4.64億美元到毛里塔尼亚，貨物有紡織品、機械產品等；毛里塔尼亚在同年出口了15.7億美元到中國大陸，逾98%的貨物為鐵礦、銅礦等的礦產品。毛里塔尼亚人愛好喝茶，但當地的氣候不適宜種植茶葉，因此當地出售的茶叶多数來自中國大陸；2012年，中國出口了總值逾0.4億美元的茶叶到毛里塔尼亚，佔出口額的8.81%。
2013年，中華人民共和國成為毛里塔尼亚最大的贸易合作伙伴。

## 文化關係
毛里塔尼亞唯一提供汉语教学的大学是努瓦克肖特大学，該校在1987年開始設立中文专业，由國家漢語國際推廣領導小組辦公室派到當地的老师任教；2015年，河北大學在校內舉辦「毛里塔尼亚文化日」，以影片放映、舞蹈表演等方式向學生介紹毛里塔尼亚的国情，毛里塔尼亚驻华大使亦有出席。
中国国际广播电台於毛里塔尼亞首都努瓦克肖特設有海外分台，是首個在西亚和北非設立的電台；電台提供阿拉伯语和法语的广播，服務覆盖毛里塔尼亞約33%的人口。

## 援助
中華人民共和國自兩國建交後已有對毛里塔尼亞施予援助，曾在毛里塔尼亞設置了一座面積為7平方公里的示範農場:179。2011年中旬，中華人民共和國和毛里塔尼亚的代表签订協議，興建一座設有培训中心、试验田等設施的农业技术示范中心，負責研究农业技术和提供培训，以改善粮食安全和當地人生活。
2010年，中華人民共和國為毛里塔尼亞援建了3座政府办公楼，該國外交部等政府部門會在办公楼落成後迁入之。
黑龙江的援外医疗队主要派到毛里塔尼亞，首批到當地的医疗队是在1968年派出的，曾有医疗队全体成员獲毛里塔尼亚总统授勋；目前，中華人民共和國派到毛里塔尼亞的医疗队成員有眼科、护理学、流行病学、水质學、食品卫生學等专业的医护人員，也有專責公共卫生的专业人士。毛里塔尼亞一些偏远地區的民眾依靠中國大陸援建的醫院，除此之外沒有其他医疗机构。
中華人民共和國在1950年代為毛里塔尼亞援建一座体育场；截至2015年，該座体育场是毛里塔尼亞唯一舉辦重要體育赛事的運動场所。此外，中國大陸曾向毛里塔尼亞政府捐贈体育用品，供應當地的部分体育會和学校，望能促進毛里塔尼亞體育的發展。

## 外部連結
- 中华人民共和国驻毛尼亚伊斯兰共和国大使馆官方网站（简体中文）（法文）
  - 中华人民共和国驻毛尼亚伊斯兰共和国大使馆经济商务处官方网站（简体中文）
- 毛里塔尼亞駐華大使館官方網站（简体中文）（英文）